# NGC 476
NGC 476 es una galaxia lenticular de la constelación de Piscis.
Fue descubierta el 3 de noviembre de 1864 por el astrónomo Albert Marth.